# کنگ زیتون
کنگ زیتون روستایی در دهستان زاوه بخش مرکزی شهرستان زاوه استان خراسان رضوی ایران است. بر پایه سرشماری عمومی نفوس و مسکن در سال ۱۳۹۰ جمعیت این روستا ۲۱ نفر (در ۷ خانوار) بوده است.